# Brachyhesma carnarvonensis
Brachyhesma carnarvonensis är en biart som beskrevs av Exley 1977. Brachyhesma carnarvonensis ingår i släktet Brachyhesma och familjen korttungebin. Inga underarter finns listade.

## Bildgalleri

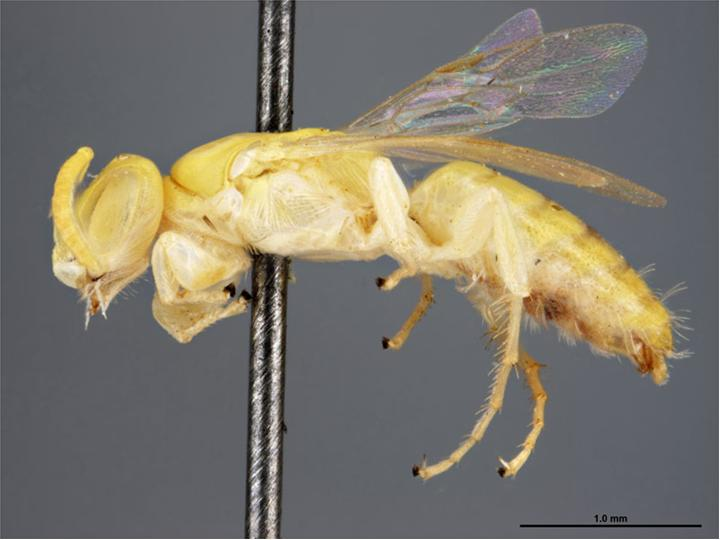